# Self-Changing Gears

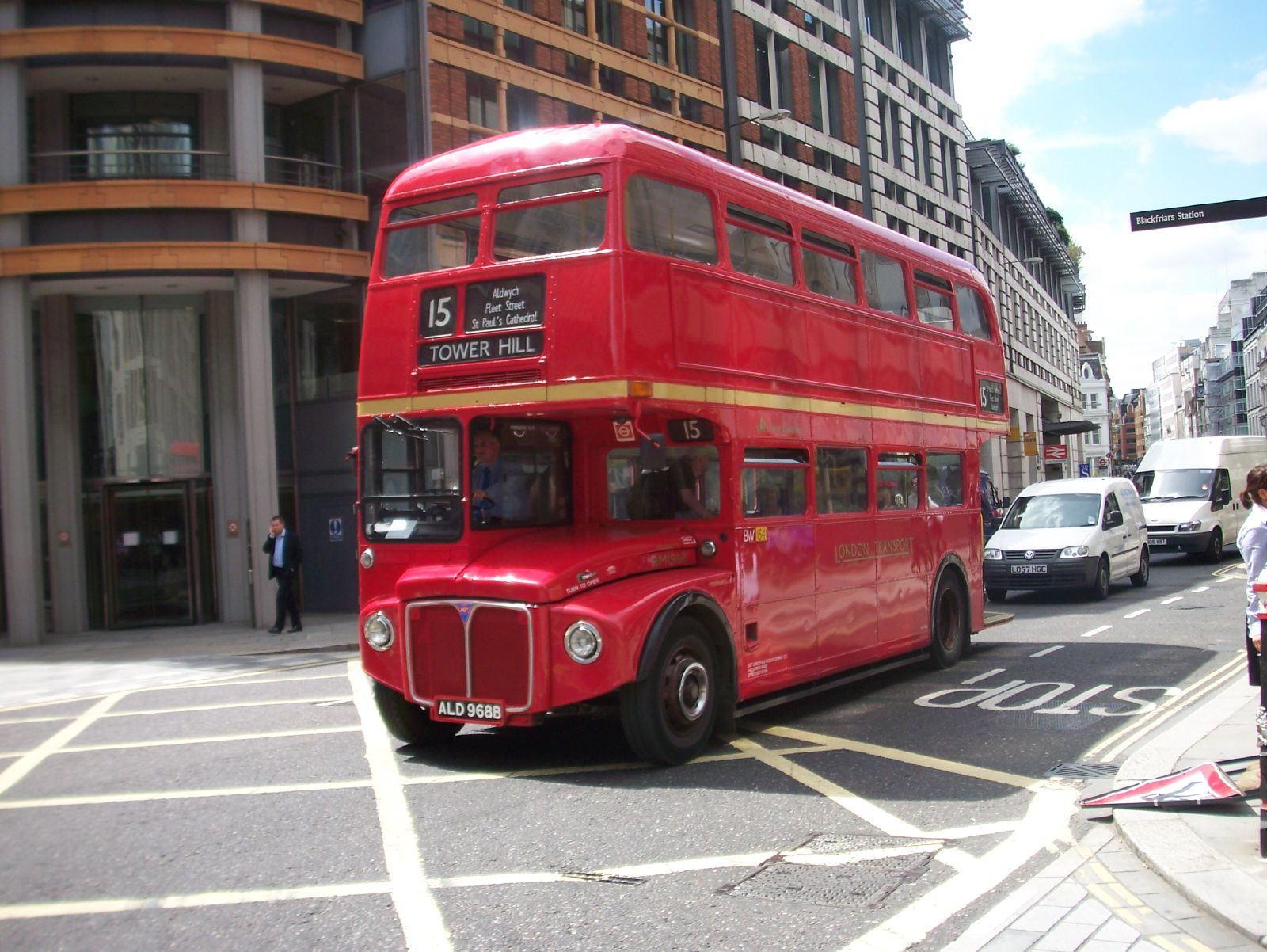
Autobús Routemaster, equipado con una transmisión de Self-Changing Gears

Self-Changing Gears era una empresa británica, fundada por Walter Gordon Wilson y por John Siddeley, propietarios a partes iguales. Se creó para desarrollar y explotar la caja de cambios con preselector ideada por Wilson. La compañía diseñó y construyó engranajes autocambiables para transmisiones con diversas aplicaciones (sobre los que concedió licencias), incluidos vehículos de carretera ligeros y pesados, vehículos militares, marinos y ferroviarios, así como automóviles de carreras.

## Cambios de propiedad
Tras la muerte de Walter Wilson en 1957, su hijo A. Gordon Wilson asumió la dirección de la empresa hasta su jubilación en 1965.
La empresa original Improved Gears Ltd se fundó el 28 de diciembre de 1928, y más tarde se convirtió en Self-Changing Gears (SCG). Se trasladó varias veces en sus primeros años y en 1938 se instaló en Lythalls Lane, Coventry. Durante la Segunda Guerra Mundial se utilizaron locales adicionales en Burbage (Leicestershire).
En 1935, Siddeley vendió sus intereses en Armstrong Siddeley (incluidos los engranajes autocambiables) a Hawker Aircraft, dando origen a Hawker Siddeley. En 1951 Leyland Motor Corporation compró la empresa, de forma que cada una de las partes se hizo propietaria de un tercio de la empresa, y en 1957 Leyland compró las acciones de Hawker-Siddeley, obteniendo así el control. En 1986, la empresa se vendió a Cummins.

## Aplicaciones ferroviarias
Muchos de los automotores diésel y locomotoras de maniobras de primera generación de British Rail tenían transmisiones fabricadas por Self-Changing Gears. Entre estas máquinas figuran las British Rail Clase 100, 03 y 04. Algunas todavía están en uso en ferrocarriles históricos. En la década de 1980, las cajas de cambios SCG se instalaron en las 141, 142 y 143; así como en los automotores de las clases 144 y 150.
El nombre de cambio automático de marchas a veces es confuso: las cajas de cambios no son completamente automáticas, la "selección" de la relación de cambio sigue siendo una elección manual, pero el cambio de marchas y cualquier control del embrague necesario está automatizado. Las cajas de cambios se utilizaron junto con un acoplador hidráulico, por lo que no se necesitó un pedal para el embrague.
Las transmisiones instaladas en locomotoras construidas por  Vulcan Foundry para la  Drewry Car Company se denominaron "Wilson-Drewry".

## Aplicaciones en autobuses
La industria de fabricación de autobuses era un cliente importante de la empresa. Los autobuses urbanos deben arrancar y detenerse cada minuto o menos, y el esfuerzo requerido con una caja de cambios manual era considerable. Además, durante la mayor parte del período en que estas transmisiones eran dominantes, los autobuses todavía no tenían dirección asistida y el esfuerzo físico que requería conducirlos era considerable.
Desde aproximadamente 1935 hasta 1960, los autobuses de AEC, Daimler y, a veces, Bristol, Guy y Leyland ofrecieron cajas de cambios con preselector, ya sea como opción o como estándar. Los autobuses de Londres utilizaban invariablemente esta transmisión, junto con otras ciudades. Los autobuses del área rural todavía conservaban comúnmente las transmisiones manuales, ya que no tenían el requisito de detenerse y arrancar constantemente en las paradas. Las especificaciones de Londres incluían el funcionamiento con aire comprimido del pedal de cambio de marcha, mientras que otros utilizaban el funcionamiento sin asistencia.
Alrededor de 1960, la industria de los autobuses estaba cambiando de los vehículos tradicionales con el motor en la parte delantera y el conductor en una pequeña cabina separada al costado, a la entrada en la parte delantera junto al conductor, y el motor y la caja de cambios montados debajo del suelo o en la parte trasera. SCG ideó una transmisión semiautomática bajo la marca "Pneumocyclic" como un avance. Tenía el mismo principio de funcionamiento de una caja de cambios, pero en lugar de preseleccionar una marcha y luego operar por separado un pedal de cambio de marcha, ambas funciones se combinaban y operaban desde una pequeña palanca al lado del volante. El conductor simplemente tenía que moverla a la siguiente marcha y la transmisión respondía en consecuencia. El mecanismo era operado por presión de aire o electricidad de bajo voltaje, aunque el cambio físico de marchas en la caja de cambios era casi siempre por presión de aire (algunos vehículos usaban sistemas hidráulicos de alta presión, en particular los vehículos BMMO). Este tipo de transmisión también estaba muy extendido en los autobuses del Reino Unido, producido por distintos fabricantes, hasta que otros sistemas salieron al mercado en la década de 1980. Otro avance fue la caja de cambios totalmente automática, que seguía utilizando los mismos principios pero cambiaba de marcha automáticamente. Este sistema se probó inicialmente en el modelo de autobús Routemaster, y luego se extendió, aunque no ampliamente, a otros tipos de vehículos.